# アジア・オセアニア・アフリカ出身の日本プロ野球外国人選手一覧
アジア・オセアニア・アフリカ出身の日本プロ野球外国人選手一覧は、アジア・オセアニア・アフリカ出身の日本プロ野球（NPB）の外国人選手一覧。
太字は現役NPB選手。

## アジア

### 韓国
- 李承燁
- イ・デウン
- 李大浩
- 李炳圭
- 李恵践
- 李杋浩
- 林昌勇
- 呉昇桓
- 金泰均
- 金炳賢
- 金無英
- 具臺晟
- サムソン・リー
- ジェフン
- 申成鉉
- 宋相勲
- 宣銅烈
- 趙成珉
- 鄭珉哲
- 鄭珉台
- 白仁天
- 朴賛浩
- 白嗟承（アメリカ国籍取得）
- 李源国（メキシコ国籍取得）
- 李鍾範

### 台湾
- インチェ
- 呉偲佑
- 呉念庭
- 郭源治（日本国籍取得）
- 郭建成
- 郭泰源
- 郭李建夫
- 古林睿煬
- 郭俊麟
- 呉昌征（日本国籍取得）
- 高英傑
- C.C.リー
- 鄭凱文
- 蕭齊
- 姜建銘
- 許銘傑
- 蕭一傑
- 孫易磊
- 荘勝雄（日本国籍取得）
- 曹竣揚
- 宋家豪
- 大順将弘
- 大豊泰昭
- 髙橋翔聖（日本との二重国籍）
- チェン・ウェイン
- 陳冠宇
- 陳睦衡
- 張峻瑋
- 張誌家
- 張奕
- 陳文賓
- 蔡森夫
- 萩原寛（日本国籍取得）
- 黄錦豪
- 黄志龍
- 三宅宗源（日本国籍取得）
- 陽耀勲
- 余文彬
- 陽岱鋼
- 陽柏翔
- 義信
- 李来発
- 李昱鴻
- 李杜軒
- 廖任磊
- 林羿豪
- 林彦峰
- 林威助
- 林恩宇
- 林冠臣
- 呂彦青
- 呂明賜
- 王溢正
- 王彦程
- 王柏融

### 中国大陸
中華民国時代
- 瀬井清
- 劉瀬章

中華人民共和国時代
- 安旭
- 呉猛
- 朱大衛
- 陳瑋
- 崔暁
- 呂建剛
- 王靖超

### フィリピン
- アデラーノ・リベラ

### タイ
- 佐野泰雄（日本国籍）

### インドネシア
- トム・マストニー（アメリカ国籍）

### 北朝鮮
- 朴賢明

### 日本
アメリカ合衆国国籍
- スティーブン・ランドルフ

 スリランカ国籍
- ラマル・ギービン・ラタナヤケ

 ナイジェリア国籍
- イヒネ・イツア

 ブラジル国籍
- 木須フェリペ（日本国籍取得）
- ダニエル・ミサキ

 ロシア国籍
- モイセエフ・ニキータ

## オセアニア

### アメリカ合衆国ハワイ州
- フランシス・アグウィリー
- リチャード・オルセン
- レン・カスパラビッチ
- キラ・カアイフエ
- ジョン・サディナ
- ディック・ディサ
- ハーバート・ノース
- フレッド・クハウルア
- ベニー・アグバヤニ
- ジョーイ・マイヤー
- ウールジー・ライス
- ジャック・ラドラ
- マイク・ラム
- ジェシー・リード
- チャーリー・ルイス

日系人
- アラン山本
- 上田藤夫（日本国籍取得）
- 上田良夫
- エディ武井
- 大館勲
- 尾茂田叶
- カールトン半田
- 甲斐友治
- 柏枝文治
- 神谷雅巳
- 亀田忠
- 亀田敏夫
- 北村正司
- ケムナ誠（日本国籍）
- 小島勝治
- 杉田屋守（日本国籍取得）
- スタンレー橋本
- 銭村健三
- 銭村健四
- 高橋吉雄（日本国籍取得）
- 田中義雄（日本国籍取得）
- 西田亨
- 新田幸夫
- 長谷川重一
- 平川喜代美
- 平山智
- 広田順
- 藤重登
- 古川正男
- 堀尾文人
- 本田親喜
- マイカ与那嶺
- 松岡光雄
- 光吉勉
- 宮本敏雄
- 森口次郎
- 守田政人
- 八道勉
- 与儀眞助
- 与那嶺要
- 若林忠志（日本国籍取得）
- 渡部満

### オーストラリア
- ジェフ・ウィリアムス
- クリス・オクスプリング
- ダリル・ジョージ
- ディンゴ
- ジャリッド・デール
- ミッチ・デニング
- ブラッド・トーマス
- ドリュー・ネイラー
- エイドリアン・バーンサイド
- ジャスティン・ヒューバー
- アダム・ブライト
- トラビス・ブラックリー
- ケネス・ハワード・ライト

### アメリカ領サモア
- トニー・ソレイタ

### ミクロネシア連邦
- 相沢進（日本国籍）

## アフリカ

### 南アフリカ共和国
- テイラー・スコット